# Sebastian Körber (Politiker)

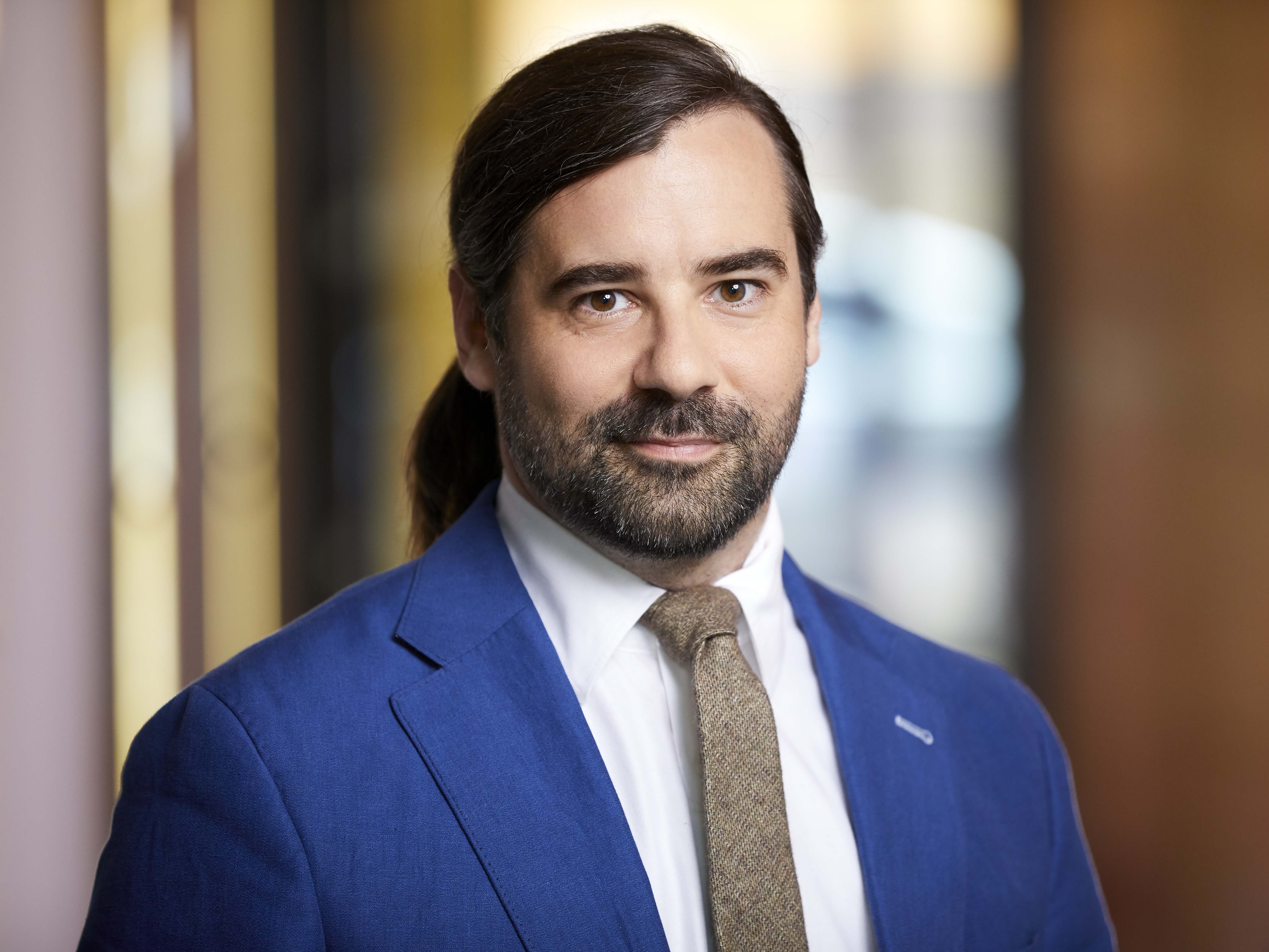
Sebastian Körber 2019

Sebastian Körber (* 5. Mai 1980 in Forchheim) ist ein deutscher Politiker (FDP) und Architekt. Von 2009 bis 2013 war er Mitglied des Deutschen Bundestages, von November 2018 bis Oktober 2023 bayerischer Landtagsabgeordneter.

## Leben
Am Ehrenbürg-Gymnasium in Forchheim machte Körber 1999 sein Abitur. Sein Studium des Ingenieurswesens an der Technischen Universität München schloss er mit dem Diplom im Jahr 2005 ab. Seitdem ist er selbstständiger Architekt. Von 2011 bis 2016 war er als Gesellschafter einer Immobiliengesellschaft beteiligt. Er ist Mitglied in der Bayerischen Architektenkammer, sowie in diversen Vereinen, Organisationen, Verbänden und Genossenschaften.
Sebastian Körber ist seit 2019 verheiratet, lebt mit seinem Ehemann in Forchheim und ist römisch-katholischer Konfession.

## Politik
Seit 2008 ist er stellvertretender Bezirksvorsitzender der FDP Oberfranken. 2009 wurde Körber als Beisitzer in den Landesvorstand der FDP Bayern gewählt. Außerdem war er von 2009 bis 2010 Landesvorsitzender der JuLis in Bayern. Er war Vorsitzender des FDP-Bundesfachausschusses Stadtentwicklung und Wohnungswesen.
Bei der Bundestagswahl am 27. September 2009 zog Sebastian Körber über die Landesliste Bayern in den Deutschen Bundestag ein. Er war ordentliches Mitglied im Ausschuss für Verkehr, Bau und Stadtentwicklung sowie stellvertretendes Mitglied im Petitionsausschuss. Von seiner Fraktion wurde er als Schriftführer im Deutschen Bundestag benannt und vom Plenum gewählt.
Ende Oktober 2013, nach seinem Ausscheiden aus dem Bundestag, wurde Körber vom FDP-Kreisverband Forchheim einstimmig als Kandidat für die Oberbürgermeisterwahl am 16. März 2014 nominiert, bei der er unter anderem gegen Amtsinhaber Franz Stumpf antrat und 9,87 Prozent der Stimmen erhielt.
Bei der gleichen Kommunalwahl wurde Körber in den Kreistag des Landkreises Forchheim sowie in den Stadtrat seiner Heimatstadt Forchheim gewählt.
Am 23. November 2013 wurde Körber zum stellvertretenden Landesvorsitzenden der FDP Bayern gewählt.
In diesem Amt wurde er 2015 bestätigt. Seit 2017 ist er Beisitzer im FDP-Landesvorstand.
Bei der Bundestagswahl 2017 trat Körber als Direktkandidat im Bundestagswahlkreis Bamberg und auf Platz 15 der Bayerischen Landesliste an, konnte aber kein Mandat erringen.
Am 14. Oktober 2018 wurde Körber über die Oberfrankenliste der FDP in den Bayerischen Landtag gewählt. Dort war Körber Vorsitzender des Ausschusses für Wohnen, Bau und Verkehr sowie Sprecher der FDP-Fraktion für Wohnen, Bau und Verkehr sowie für LSBTI.
Bei der Bayerischen Landtagswahl vom 8. Oktober 2023 scheiterte die FDP Bayern an der 5-%-Hürde. Auch Sebastian Körber verlor im Zuge dessen sein Mandat.
Am 22. Oktober 2023 wurde Körber zum neuen Bezirksvorsitzenden der FDP in Oberfranken gewählt.
Bei der Bundestagswahl am 23. Februar 2025 tritt Körber als Direktkandidat der FDP im Bundestagswahlkreis Bamberg an. Seine Listenkandidatur für die Plätze 2 und 6 waren nicht erfolgreich, weshalb er nicht über die Landesliste abgesichert ist.